# Tipos extraliga
Tipos extraliga je nejvyšší klubová soutěž na Slovensku v ledním hokeji, kterou organizuje Slovenský svaz ledního hokeje.

## Základní pravidla
Soutěž je dlouhodobá. Dělí se na základní část, která obvykle začíná v září a play-off, které obvykle začíná v březnu. V současnosti ji hraje 12 hokejových klubů. Poslední tým základní části automaticky sestupuje a jeho místo zaujímá celkový vítěz druhé nejvyšší soutěže – 1. hokejové ligy SR. Tým na jedenácté příčce po základní části končí sezónu.
V základní části se hraje systémem každý s každým, každá dvojice se střetne celkem čtyřikrát a k tomu se každý tým utká s šesti týmy z „regionu“. Zápasy se bodují následovně: výhra v základní hrací době – 3 body, výhra po prodloužení nebo po samostatných nájezdech – 2 body, prohra v prodloužení nebo po samostatných nájezdech – 1 bod, prohra v základní hrací době – 0 bodů. Zápasy od sezony 2006/07 nemohou skončit remízou, a tak po nerozhodném výsledku zápasu hraného v základní části následuje po třech třetinách pětiminutové prodloužení. Pokud je některý z hráčů vyloučený a délka vyloučení po konci základní hrací doby neuplynula, toto vyloučení pokračuje i v prodloužení (toto pravidlo platí pouze v průběhu základní části). Prodloužení se končí uplynutím 5 minut hracího času, nebo vstřelením gólu. Jestliže se v době prodloužení nerozhodne, následují samostatné nájezdy. Pět hráčů z každého mužstva má střídavě k dispozici po jednom samostatném nájezdu. Vítězným týmem zápasu se stává ten, který v samostatných nájezdech dal více gólů. Je-li i tento stav nerozhodný, pokračuje se v nájezdech po dvojicích, dokud se nerozhodne o vítězném mužstvu. Konečným výsledkem je po prodloužení a samostatných nájezdech výsledek po třech třetinách, plus jeden gól ve prospěch vítězného mužstva.
Do play-ff postupuje 10 nejlepších klubů, přičemž týmy na sedmé až desáté příčce hrají osmifinále (předkolo play-off) na tři vítězné zápasy. Z těchto čtyř týmů postoupí do čtvrtfinále dva. Ve čtvrtfinále jsou kluby rozdělené do dvojic podle umístění v tabulce (první hraje s vítězem předkola, který měl v základní části méně bodů; druhý hraje s druhým postupujícím z předkola; třetí hraje šestým a čtvrtý s pátým). V dalších kolech play-off postupuje mužstvo, které se svým soupeřem vyhraje 4 zápasy.

## Přehled vítězů v slovenské nejvyšší soutěži
| Klub              | Tituly | Vítězné ročníky                                                                                              |
| ----------------- | ------ | --- |
| Košice            | 10     | 1994/1995, 1995/1996, 1998/1999, 2008/2009, 2009/2010, 2010/2011, 2013/2014, 2014/2015, 2022/2023, 2024/2025 |
| Slovan Bratislava | 9      | 1997/1998, 1999/2000, 2001/2002, 2002/2003, 2004/2005, 2006/2007, 2007/2008, 2011/2012, 2021/2022            |
| Trenčín           | 3      | 1993/1994, 1996/1997, 2003/2004                                                                              |
| Zvolen            | 3      | 2000/2001, 2012/2013, 2020/2021                                                                              |
| Banská Bystrica   | 3      | 2016/2017, 2017/2018, 2018/2019                                                                              |
| Nitra             | 2      | 2015/2016, 2023/2024                                                                                         |
| Žilina            | 1      | 2005/2006 |

## Mistři Slovenska v ledním hokeji
| Sezóna    | Vítěz ZČ                                           | Celkový vítěz                                      | Poražený finalista                                 | Výsledek (na utkání)                               | Trenér mistra                                                                        |
| --------- | -------------------------------------------------- | -------------------------------------------------- | -------------------------------------------------- | -------------------------------------------------- | ------------------------------------------------------------------------------------ |
| 1993/1994 | Trenčín                                            | Trenčín                                            | Košice                                             | 3 : 2                                              | František Hossa, Rudolf Uličný                                                       |
| 1994/1995 | Trenčín                                            | Košice                                             | Trenčín                                            | 3 : 0                                              | Ján Selvek, Vincent Lukáč                                                            |
| 1995/1996 | Košice                                             | Košice                                             | Trenčín                                            | 4 : 1                                              | v první části sezóny Ján Selvek, Vincent Lukáč Ján Faith, Vladimír Šandrik           |
| 1996/1997 | Trenčín                                            | Trenčín                                            | Košice                                             | 3 : 1                                              | Jaroslav Walter, Rudolf Potsch                                                       |
| 1997/1998 | Bratislava                                         | Bratislava                                         | Košice                                             | 3 : 2                                              | Ernest Bokroš, Ľudovít Venutti                                                       |
| 1998/1999 | Bratislava                                         | Košice                                             | Bratislava                                         | 3 : 1                                              | Ján Selvek, Milan Jančuška                                                           |
| 1999/2000 | Bratislava                                         | Bratislava                                         | Zvolen                                             | 3 : 2                                              | v první části sezóny Ernest Bokroš, Ľudovít Venutti František Hossa, Ľubomír Pokovič |
| 2000/2001 | Zvolen                                             | Zvolen                                             | Trenčín                                            | 3 : 1                                              | Ernest Bokroš, Peter Mikula                                                          |
| 2001/2002 | Zvolen                                             | Bratislava                                         | Zvolen                                             | 4 : 2                                              | Miloš Říha, Ľubomír Pokovič, Marcel Sakáč st.                                        |
| 2002/2003 | Bratislava                                         | Bratislava                                         | Košice                                             | 4 : 0                                              | Július Šupler, Miroslav Miklošovič, Marcel Sakáč st., Ivan Dornič                    |
| 2003/2004 | Trenčín                                            | Trenčín                                            | Zvolen                                             | 4 : 2                                              | Dušan Gregor, Július Penzeš                                                          |
| 2004/2005 | Zvolen                                             | Bratislava                                         | Zvolen                                             | 4 : 3                                              | Miloš Říha, Miroslav Miklošovič, Rudolf Jurčenko                                     |
| 2005/2006 | Nitra                                              | Žilina                                             | Poprad                                             | 4 : 3                                              | Ján Šterkák, Anton Tomko                                                             |
| 2006/2007 | Košice                                             | Bratislava                                         | Trenčín                                            | 4 : 0                                              | Zdeno Cíger, Roman Cvečka                                                            |
| 2007/2008 | Bratislava                                         | Bratislava                                         | Košice                                             | 4 : 3                                              | Zdeno Cíger                                                                          |
| 2008/2009 | Košice                                             | Košice                                             | Skalica                                            | 4 : 2                                              | Anton Tomko, Pavel Hulva, Ján Bajtoš                                                 |
| 2009/2010 | Bratislava                                         | Košice                                             | Bratislava                                         | 4 : 2                                              | Rostislav Čada                                                                       |
| 2010/2011 | Košice                                             | Košice                                             | Poprad                                             | 4 : 1                                              | Rostislav Čada                                                                       |
| 2011/2012 | Košice                                             | Bratislava                                         | Košice                                             | 4 : 3                                              | Jan Neliba                                                                           |
| 2012/2013 | Zvolen                                             | Zvolen                                             | Košice                                             | 4 : 1                                              | Peter Mikula, Jaroslav Török,Marek Mastič                                            |
| 2013/2014 | Košice                                             | Košice                                             | Nitra                                              | 4 : 3                                              | Anton Tomko                                                                          |
| 2014/2015 | Košice                                             | Košice                                             | Banská Bystrica                                    | 4 : 2                                              | Peter Oremus                                                                         |
| 2015/2016 | Košice                                             | Nitra                                              | Banská Bystrica                                    | 4 : 2                                              | Antonín Stavjaňa, Andrej Kmeč                                                        |
| 2016/2017 | Banská Bystrica                                    | Banská Bystrica                                    | Nitra                                              | 4 : 1                                              | Vladimír Országh, Richard Zedník                                                     |
| 2017/2018 | Nitra                                              | Banská Bystrica                                    | Trenčín                                            | 4 : 3                                              | Vladimír Országh, Rastislav Paľov                                                    |
| 2018/2019 | Banská Bystrica                                    | Banská Bystrica                                    | Nitra                                              | 4 : 1                                              | Dan Ceman (Kanada), Ivan Droppa, Michal Hudec                                        |
| 2019/2020 | sezóna předčasně ukončena kvůli pandemii covidu-19 | sezóna předčasně ukončena kvůli pandemii covidu-19 | sezóna předčasně ukončena kvůli pandemii covidu-19 | sezóna předčasně ukončena kvůli pandemii covidu-19 | sezóna předčasně ukončena kvůli pandemii covidu-19                                   |
| 2020/2021 | Zvolen                                             | Zvolen                                             | Poprad                                             | 4 : 1                                              | Peter Mikula, Ján Šimko                                                              |
| 2021/2022 | Bratislava                                         | Bratislava                                         | Nitra                                              | 4 : 2                                              | Andrej Podkonický                                                                    |
| 2022/2023 | Košice                                             | Košice                                             | Zvolen                                             | 4 : 1                                              | Dan Ceman                                                                            |
| 2023/2024 | Poprad                                             | Nitra                                              | Spišská Nová Ves                                   | 4 : 0                                              | Antonín Stavjaňa                                                                     |
| 2024/2025 | HK Spišská Nová Ves                                | Košice                                             | Nitra                                              | 4 : 3                                              | Dan Ceman                                                                            |

## Počet titulů v ledním hokeji z doby Československa
| Počet titulů | Klub                 | Sezóny                    |
| ------------ | -------------------- | ------------------------- |
| 2 tituly     | HC Košice            | 1985 / 1986 a 1987 / 1988 |
| 1 titul      | HC Slovan Bratislava | 1978 / 1979               |
| 1 titul      | Dukla Trenčín        | 1991 / 1992               |

## Účast v přehledné tabulce
| Klub              | Web                                             | 93/94            | 94/95            | 95/96            | 96/97            | 97/98            | 98/99            | 99/00            | 00/01            | 01/02            | 02/03            | 03/04            | 04/05            | 05/06            | 06/07            | 07/08            | 08/09            | 09/10            | 10/11            | 11/12            | 12/13            | 13/14            | 14/15            | 15/16            | 16/17            | 17/18            | 18/19            | 19/20 | 20/21            | 21/22            | 22/23            | 23/24            | 24/25            |
| ----------------- | ----------------------------------------------- | ---------------- | ---------------- | ---------------- | ---------------- | ---------------- | ---------------- | ---------------- | ---------------- | ---------------- | ---------------- | ---------------- | ---------------- | ---------------- | ---------------- | ---------------- | ---------------- | ---------------- | ---------------- | ---------------- | ---------------- | ---------------- | ---------------- | ---------------- | ---------------- | ---------------- | ---------------- | ----- | ---------------- | ---------------- | ---------------- | ---------------- | ---------------- |
| Košice            | zde                                             | Stříbrná medaile | Zlatá medaile    | Zlatá medaile    | Stříbrná medaile | Stříbrná medaile | Zlatá medaile    |                  |                  | Bronzová medaile | Stříbrná medaile |                  |                  |                  | Bronzová medaile | Stříbrná medaile | Zlatá medaile    | Zlatá medaile    | Zlatá medaile    | Stříbrná medaile | Stříbrná medaile | Zlatá medaile    | Zlatá medaile    | Bronzová medaile |                  |                  |                  |       |                  | SF               | Zlatá medaile    | SF               | Zlatá medaile    |
| Trenčín           | zde Archivováno 1. 10. 2015 na Wayback Machine. | Zlatá medaile    | Stříbrná medaile | Stříbrná medaile | Zlatá medaile    |                  |                  | Bronzová medaile | Stříbrná medaile |                  |                  | Zlatá medaile    | Bronzová medaile |                  | Stříbrná medaile |                  |                  |                  |                  | Bronzová medaile |                  |                  |                  |                  |                  | Stříbrná medaile |                  |       |                  |                  |                  |                  |                  |
| Poprad            | zde Archivováno 8. 6. 2013 na Wayback Machine.  |                  |                  |                  | Bronzová medaile | Bronzová medaile |                  |                  |                  |                  |                  |                  |                  | Stříbrná medaile |                  |                  |                  |                  | Stříbrná medaile |                  |                  |                  |                  |                  |                  |                  | SF               |       | Stříbrná medaile |                  |                  |                  |                  |
| Zvolen            | zde Archivováno 7. 6. 2013 na Wayback Machine.  |                  |                  |                  |                  |                  |                  | Stříbrná medaile | Zlatá medaile    | Stříbrná medaile | Bronzová medaile | Stříbrná medaile | Stříbrná medaile |                  |                  |                  |                  |                  |                  |                  | Zlatá medaile    |                  |                  | SF               |                  | SF               | Bronzová medaile |       | Zlatá medaile    | Bronzová medaile | Stříbrná medaile |                  | SF               |
| Nitra             | zde Archivováno 21. 6. 2013 na Wayback Machine. |                  |                  |                  |                  |                  |                  |                  |                  |                  |                  |                  |                  | Bronzová medaile |                  |                  |                  |                  |                  |                  | Bronzová medaile | Stříbrná medaile | Bronzová medaile | Zlatá medaile    | Stříbrná medaile | Bronzová medaile | Stříbrná medaile |       |                  | Stříbrná medaile |                  | Zlatá medaile    | Stříbrná medaile |
| Liptovský Mikuláš | zde                                             |                  |                  |                  |                  |                  |                  |                  |                  |                  |                  |                  |                  |                  |                  |                  |                  |                  |                  |                  |                  |                  |                  |                  |                  |                  |                  |       |                  |                  |                  |                  |                  |
| Bratislava        | zde                                             |                  | Bronzová medaile | Bronzová medaile |                  | Zlatá medaile    | Stříbrná medaile | Zlatá medaile    | Bronzová medaile | Zlatá medaile    | Zlatá medaile    | Bronzová medaile | Zlatá medaile    |                  | Zlatá medaile    | Zlatá medaile    | Bronzová medaile | Stříbrná medaile |                  | Zlatá medaile    | KHL              | KHL              | KHL              | KHL              | KHL              | KHL              | KHL              |       | SF               | Zlatá medaile    |                  |                  |                  |
| Banská Bystrica   | zde                                             |                  |                  |                  |                  |                  |                  |                  |                  |                  |                  |                  |                  |                  |                  |                  |                  |                  | Bronzová medaile |                  |                  | Bronzová medaile | Stříbrná medaile | Stříbrná medaile | Zlatá medaile    | Zlatá medaile    | Zlatá medaile    |       |                  |                  |                  |                  |                  |
| Martin            | zde Archivováno 2. 9. 2016 na Wayback Machine.  | Bronzová medaile |                  |                  |                  |                  |                  |                  |                  |                  |                  |                  |                  |                  |                  |                  |                  | Bronzová medaile |                  |                  |                  |                  |                  |                  | SF               |                  |                  |       |                  |                  |                  |                  |                  |
| Žilina            | zde Archivováno 14. 6. 2017 na Wayback Machine. |                  |                  |                  |                  |                  |                  |                  |                  |                  |                  |                  |                  | Zlatá medaile    |                  |                  |                  |                  |                  |                  |                  |                  |                  |                  | Bronzová medaile |                  |                  |       |                  |                  |                  |                  | Bronzová medaile |
| Skalica           | zde                                             |                  |                  |                  |                  |                  | Bronzová medaile |                  |                  |                  |                  |                  |                  |                  |                  | Bronzová medaile | Stříbrná medaile |                  |                  |                  |                  |                  |                  |                  |                  |                  |                  |       |                  |                  |                  |                  |                  |
| Spišská Nová Ves  | zde                                             |                  |                  |                  |                  |                  |                  |                  |                  |                  |                  |                  |                  |                  |                  |                  |                  |                  |                  |                  |                  |                  |                  |                  |                  |                  |                  |       |                  |                  | Bronzová medaile | Stříbrná medaile |                  |
| Nové Zámky        | zde                                             |                  |                  |                  |                  |                  |                  |                  |                  |                  |                  |                  |                  |                  |                  |                  |                  |                  |                  |                  |                  |                  |                  |                  |                  |                  |                  |       |                  |                  |                  |                  |                  |
| Prešov            | zde Archivováno 3. 4. 2019 na Wayback Machine.  |                  |                  |                  |                  |                  |                  |                  |                  |                  |                  |                  |                  |                  |                  |                  |                  |                  |                  |                  |                  |                  |                  |                  |                  |                  |                  |       |                  |                  |                  |                  |                  |
| Michalovce        | zde                                             |                  |                  |                  |                  |                  |                  |                  |                  |                  |                  |                  |                  |                  |                  |                  |                  |                  |                  |                  |                  |                  |                  |                  |                  |                  |                  |       | Bronzová medaile |                  | SF               | Bronzová medaile |                  |
| Dubnica nad Váhom | zde                                             |                  |                  |                  |                  |                  |                  |                  |                  |                  |                  |                  |                  |                  |                  |                  |                  |                  |                  |                  |                  |                  |                  |                  |                  |                  |                  |       |                  |                  |                  |                  |                  |
| Detva             | zde                                             |                  |                  |                  |                  |                  |                  |                  |                  |                  |                  |                  |                  |                  |                  |                  |                  |                  |                  |                  |                  |                  |                  |                  |                  |                  |                  |       |                  |                  |                  |                  |                  |
| Piešťany          | zde                                             |                  |                  |                  |                  |                  |                  |                  |                  |                  |                  |                  |                  |                  |                  |                  |                  |                  |                  |                  |                  |                  |                  |                  |                  |                  |                  |       |                  |                  |                  |                  |                  |
| Budapešť          | zde                                             |                  |                  |                  |                  |                  |                  |                  |                  |                  |                  |                  |                  |                  |                  |                  |                  |                  |                  |                  |                  |                  |                  |                  |                  |                  |                  |       |                  |                  |                  |                  |                  |
| Kežmarok          | zde                                             |                  |                  |                  |                  |                  |                  |                  |                  |                  |                  |                  |                  |                  |                  |                  |                  |                  |                  |                  |                  |                  |                  |                  |                  |                  |                  |       |                  |                  |                  |                  |                  |
| Miškovec          | zde                                             |                  |                  |                  |                  |                  |                  |                  |                  |                  |                  |                  |                  |                  |                  |                  |                  |                  |                  |                  |                  |                  |                  |                  |                  |                  |                  |       |                  |                  |                  |                  |                  |
| Humenné           | zde                                             |                  |                  |                  |                  |                  |                  |                  |                  |                  |                  |                  |                  |                  |                  |                  |                  |                  |                  |                  |                  |                  |                  |                  |                  |                  |                  |       |                  |                  |                  |                  |                  |
| Počet účastníků   | Počet účastníků                                 | 10               | 10               | 10               | 10               | 10               | 12               | 8                | 8                | 10               | 10               | 10               | 10               | 10               | 10               | 11               | 12               | 12               | 10               | 10               | 10               | 10               | 10               | 10               | 10               | 10               | 12               | 13    | 12               | 12               | 12               | 12               | 12               |

- Tým HK Orange 20 není započitaván
- SF - semifinále